# Teo (sångare)
Jurij Vasjtjuk (vitryska: Юрый Вашчук), känd under artistnamnet Teo, född 24 januari 1983 i Chidry, Sovjetunionen, är en vitrysk sångare och låtskrivare.

## Eurovision Song Contest
Vasjtjuk var med och skrev låten Far Away som var Vitrysslands bidrag i Eurovision Song Contest 2010 och som framfördes av gruppen 3+2, samt låtarna All My Life och Rhythm of Love som framfördes av Aljona Lanskaja 2012 respektive 2013. Lanskaya och låten All My Life skulle representera Vitryssland i Eurovision Song Contest 2012, men på grund av röstfusk blev hon diskvalificerad. Rhythm of Love skulle representera Vitryssland i 2013 års tävling efter att den vunnit den nationella uttagningen, men inför den internationella tävlingen i Malmö valde man att byta låt, och Lanskaja tävlade istället med låten Solayoh.
Tillsammans med sångerskan Anna Blagova tävlade Vasjtjuk i Vitrysslands nationella uttagning till Eurovision Song Contest 2009, och 2014 fick han, under artistnamnet Teo, representera Vitryssland i Eurovision Song Contest 2014 i Köpenhamn med låten Cheesecake. Låten tävlade i den andra deltävlingen av Eurovision Song Contest och gick därifrån vidare till finalen där den hamnade på en 16:e plats.

## Artistnamnet
Vasjtjuk valde artistnamnet Teo efter en enkel Google-sökning. Han tryckte på "T" och det första resultatet han såg var "Teo". Han tyckte om namnet och bestämde sig direkt.